# 小果咖啡
小果咖啡（学名：Coffea arabica）亦称阿拉伯咖啡、阿拉比卡咖啡，为茜草科（Rubiaceae）咖啡属的一个物种。小果咖啡原产于东非，属大灌木或小乔木，高度5到8米；叶薄革质，光滑深绿色，卵状披针形，长6—14厘米，宽3.5—5厘米，叶缘全缘成浅波浪状；花冠為白色，花期3～4月；核果椭圆形，成熟时變成红色，长約10～15毫米；常含两枚种子，称作咖啡豆。
原来世界上的商品咖啡都是小果咖啡，只是到了19世纪末，发生了一次大面积的病害，种植者才开始寻找其他抗病的品种，目前小果咖啡仍然是最主要的咖啡种，约佔全球咖啡產量的60%。主要在拉丁美洲各国种植，也有部分在印度尼西亚和太平洋岛屿种植。目前世界最大的咖啡产地巴西的地理条件非常适合小果咖啡的生长，巴西种植的主要咖啡也是小果咖啡，巴西的咖啡产量占世界总产量的1/3以上。

## 歷史
傳說中，衣索比亞的牧羊人發現山羊吃了咖啡的葉子與果實後變得異常興奮，于是传教士们便摘了一些这种植物煮汤，而發現了咖啡。現今衣索比亞仍有人喝用咖啡葉熬煮的汁液。最早的文字記載將咖啡豆磨碎的用法是由阿拉伯學者所著，並說明有益於延長他們的工作時間。烘焙咖啡豆的做法由葉門的阿拉伯人發明，隨後傳到埃及人與土耳其人，並最後傳到全世界。

## 習性
小果咖啡的果实比中果咖啡和大果咖啡要小，浆果椭圆型，一般内有两粒种子，即所谓的“咖啡豆”。小果咖啡适合生长温度为20℃左右、海拔600米富含矿物质的火山地质土壤生长。小果咖啡首次在葉門西南高地被發現，現今在原產地已經很少見，然而在南蘇丹博馬高原與肯亞馬薩比特也發現原生種，但不知道是被移植的或是原生的，因此至今小果咖啡的原產地仍是爭議。現今的小果咖啡多是與其他種雜交改良的後代。

## 分類
小果咖啡首度由安東尼‧喬舍，研究阿姆斯特丹植物園的樣本後，分類為月桂科茉莉屬。後來在1737年由林奈重新分類為茜草科咖啡屬，咖啡屬是為全新的專屬分支。

## 其他
- Arabica